# Michael Rowe
Michael Rowe (Ballarat, 1971) è uno scrittore, regista e sceneggiatore australiano naturalizzato messicano nel 2009, che è stato premiato con il Caméra d'or al 63º Festival di Cannes, per il film Año bisiesto (film che gli è valso anche un Premio Ariel nel 2011).

## Biografia
Rowe è nato a Ballarat, in Australia. Inizialmente ha utilizzato la poesia come principale mezzo di espressione letteraria, vincendo il "Melbourne Fringe Festival Poetry Prize"; nel 1993 ha cominciato a scrivere pezzi per il teatro, inscenando le sue prime opere.
È giunto in Messico dopo un viaggio improvvisato nel 1994. Per mantenersi nel paese ha cominciato a dare lezioni di inglese, poi nel 1998 ha accettato un posto di lavoro presso il periodico The News, lavorando come giornalista mentre studiava le tecniche di sceneggiatura nella scuola di Vincente Leñero.
Ha lavorato presso il giornale El Economista, in cui ha iniziato a scrivere in spagnolo per continuare a finanziare i suoi studi.
Nel 2003 si è laureato con menzione d'onore al Centro de Capacitación Cinematográfica.
Nel 2005 una delle sue sceneggiature, Naturalezas muertas, è stata premiata dal Instituto Mexicano de Cinematografía.
Nel 2006 ha diretto il suo primo cortometraggio, Cacahuates. Nel 2007 ha proseguito con Silencio.
I suoi film sono stati distribuiti in più di 30 paesi e hanno vinto vari premi internazionali, a Cannes, Venezia, in Canada e negli Stati Uniti.

## Teatro
- Impudence and Innocence (1993)
- Reprise for Godot (1993)

## Filmografia

### Cinema
- Naturalezas muertas (sceneggiatore) (2000)
- Año bisiesto  (2010)
- Manto acuífero (2013)
- Early Winter  (2015)